# Jonca marítima
La jonca marítima, jonca marina o jonc boval (Scirpus maritimus) és una espècie de planta aquàtica que pertany a la família Cyperaceae que habita a les ribes de rius, aiguamolls, freqüentment en aigües salines o salobroses, a una altitud de 0-1.400 metres a Amèrica, Àfrica, Hawaii i Euràsia fins a l'Índia, possiblement també a Malàisia. Dispersa arreu de la península Ibèrica i Balears.

## Morfologia
És una planta amb rizomatosa fins de 5 mm de diàmetre. Tiges de 10-115 cm, d'1-7,5 (11) mm de diàmetre, agudament trígons, generalment escàbrids cap a l'àpex, verdes o alguna cosa glaucs, amb un corm de 5-20 (27) mm de diàmetre. Fulles 2-7,5 (9,5) mm d'amplada, planes, carenades o plegades, generalment antrorso-escábrides a les vores i en el nervi mitjà pel revers; àpex de la cara ventral de la beina amb una àrea triangular lliure de nervis, de textura escariosa o herbàcia, de vegades tenyida de fosc, molt rarament els nervis no divergeixen i aquesta àrea no existeix; beines basals àfiles que rarament es conserven.
Inflorescència formada per un fascicle d'1-10 espiguetes sèssils, o a antelació, en què, en general, la majoria de les espiguetes són sèssils o gairebé, en aquest últim cas, la inflorescència està formada per 7-15 (30) espiguetes, de les quals 1-6 (15) estan disposades en 1-3 (4) fascicles pedunculats, sobre radis de 10-35 (47) mm, cadascun dels quals porta 1-4 espiguetes; bràctees 1-2 (3), planes o carenades, la inferior de 40-240 (330) × 1-4 (5,5) mm, erecta a patent; espiguetes 7-40 (80) x 3-8,5 (10) mm, de contorn ovat a ovat-lanceolat, més rarament oblong o linear oblong, amb 12-46 (60) flors. Quatre glumes de 4,5-8,5 × 2-4,4 mm, el·líptiques o ovades, d'àpex asimètricament emarginat i mucronat, amb l'escotadura de 0,3-1,7 (2,1) mm, gens de les dents aguts i mucró d'1-2,8 (3,2) mm, antrorso-escábrido, de 0,1-0,5 mm d'amplada en la base, de textura generalment escariosa, de vegades amb els marges antrorso-escàbrids, excepcionalment hialins, de color marró a marró groguenc, més rarament marró fosc, amb el nervi mitjà més clar. Anteres grogues, apiculats, amb el mucró antrorsoescàbrid, de vegades tenyit de marró-vermellós, igual que el connectiu. Estil amb (2) 3 estigmes. Aquenis 2,1-3,2 (3,4) × (1) 1,5-2,6 mm, de contorn obovat, amb menor freqüència suborbicular o obpiriforme, pla-convexos, més rarament obtusament trígons o biconvexos, de vegades amb la cara adaxial alguna cosa còncava, marrons o de color marró fosc en estat madur, groguencs quan joves, llisos, brillants; exocarp format per cèl·lules de longitud com a mínim dues vegades més gran que l'amplada, de gruix 2-3 vegades més gran que el mesocarp, més rarament subigual, de vegades variable dins del mateix aqueni; truges periàntiques 4-6, retrorso-escàbrides, marrons, vermelloses o groguenques, menors o iguals que l'aqueni, més rarament una mica més grans, que es desprenen en caure l'aqueni de l'espigueta, encara que en algunes ocasions poden romandre 1-3 (4).